# Solved
Solved (dansk) eller Sollwitt (tysk) er en landsby og kommune beliggende cirka 20 kilometer nordøst for Husum på den slesvigske gest (Midtsletten) i Sydslesvig. Kommunen består af de to landsbyer Solved (Sollwitt) og Pobøl (Pobüll). Administrativt hører kommunen under Nordfrislands kreds i den nordtyske delstat Slesvig-Holsten. Kommunen samarbejder på administrativt plan med andre kommuner i omegnen i Fjolde kommunefællesskab (Amt Viol). I kirkelig henseende ligger byen i Fjolde Sogn. Sognet lå i Nørre Gøs Herred (Slesvig), da området tilhørte Danmark.
Stednavnet Solved er sammensat af *sol for et mose- eller sumpområde og -ved for skov. I omegnen er der flere stednavne med sol som Sollerup eller Solbro - måske er Sol her et tidligere egns- eller landskabsbetegnelse eller et tidligere navn på Trenen.
Kommunen er overvejende præget af landbruget. Mellem Solved og Pobøl ligger den såkaldte Pobøl Mose (Pobüller Moor).